# یواس‌اس اسپرینگفیلد (سی‌ال-۶۶)
یواس‌اس اسپرینگفیلد (سی‌ال-۶۶) (به انگلیسی: USS Springfield (CL-66)) یک کشتی بود که طول آن ۶۱۰ فوت ۱ اینچ (۱۸۵٫۹۵ متر) بود. این کشتی در سال ۱۹۴۴ ساخته شد.